# Рудь Михайло Борисович
Миха́йло Бори́сович Рудь — сержант Збройних Сил України, учасник російсько-української війни, що загинув у ході російського вторгнення в Україну в 2022 році.

## Життєпис
Михайло Рудь народився 1988 року в селі Хмельове (з 2020 року — Гришковецької селищної територіальної громади) Бердичівського району Житомирської області. З початком повномасштабного російського вторгнення в Україну першочергово мобілізований. Служив у складі 95-ї окремої десантно-штурмової бригади. Загинув 25 березня 2022 року в боях під селом Кам'янка Ізюмського району на Харківщині.

## Родина
У загиблого залишилися дружина та двоє дітей.

## Нагороди
- Орден «За мужність» III ступеня (2022, посмертно) — за особисту мужність і самовіддані дії, виявлені у захисті державного суверенітету та територіальної цілісності України, вірність військовій присязі[4].